# Diamond Jubilee Concert
Het Diamond Jubilee Concert was een popconcert op The Mall in Londen ter gelegenheid van het diamanten regeringsjubileum van koningin Elizabeth II in 2012.

## Organisatie en format
Het concert werd gehouden op 4 juni 2012 en vormde het slotstuk van vier dagen van festiviteiten in de hoofdstad van het Britse Koninkrijk ter gelegenheid van het 60-jarig regeringsjubileum van de vorstin. Het was de opvolger van twee concerten die tien jaar eerder werden gehouden tijdens haar 50-jarig regeringsjubileum. Het eerste was het klassieke Prom at the Palace, het tweede was het popconcert Party at the Palace.

### Initiatie en kaartverkoop
Bij het concert, dat was geïnitieerd door zanger Gary Barlow en de Britse publieke omroep BBC, waren meer dan 70.000 toeschouwers aanwezig. Onder hen waren ook de Britse Koninklijke familie, premier David Cameron en diverse hoogwaardigheidsbekleders. Bezoekers konden een kaartje voor het concert vrij kopen. Hiertoe werd tussen 7 februari en 2 maart 2012 een speciale procedure gestart. Hierna werden de tickets willekeurig verloot. In totaal werden er 1,2 miljoen ticketaanvragen ingediend. In de parken van Londen volgden nog eens 250.000 mensen het concert op videoschermen.

### Picknick
Voorafgaand aan het concert werden de tuinen van Buckingham Palace opengesteld voor bezoekers. Hier konden zij aanschuiven bij een bijzondere picknick, waar een Brits menu werd opgediend dat was ontworpen door Heston Blumenthal en de Koninklijke chef-kok Mark Flanagan. De artiesten traden op op een speciaal, door Mark Fisher, ontworpen podium dat was gevormd rondom het Queen Victoria Memorial. Barlow schreef samen met Andrew Lloyd Webber een speciaal lied voor het jubileumfeest, dat werd vertolkt door hemzelf en de Commonwealth Band. Het nummer, getiteld Sing, is geïnspireerd op de muziek en de inwoners van de Commonwealth.

### Dankwoord prins Charles
In zijn dankwoord na afloop van het concert bedankte prins Charles namens zijn moeder iedereen die heeft meegewerkt aan de organisatie van het concert. Hij bracht in herinnering dat zijn vader, Prins Philip, wegens ziekte verstek moest laten gaan. Het publiek scandeerde hierop massaal zijn naam in de hoop dat hij dit vanuit het ziekenhuis kon horen. Prins Charles sprak over de omslag in zijn leven en in dat van zijn moeder na het overlijden van haar vader, George IV van het Verenigd Koninkrijk, en bedankte zijn vader en moeder voor hun inzet voor het Verenigd Koninkrijk. Hierop volgde een massale driewerf hoera voor de Koningin en werd het God Save the Queen ingezet.

### Slotceremonie
Het concert werd afgesloten met de ontsteking van het vreugdevuur (of Nationaal Baken) door Koningin Elizabeth II en een enorm vuurwerk boven Buckingham Palace.

## Televisieregistratie
De avond werd gepresenteerd door Rob Brydon en de beelden van het concert werden in tientallen landen over de gehele wereld, waaronder in Nederland door de NOS op Nederland 3, rechtstreeks uitgezonden. Host-broadcaster was de BBC, die het evenement zelf ook rechtstreeks uitzond via radio en televisie.

## Optredens
| Nr.                                                                                          | Artiest                                                               | Titel                                                                            |
| -------------------------------------------------------------------------------------------- | --------------------------------------------------------------------- | -------------------------------------------------------------------------------- |
| Introductie door Rob Brydon                                                                  |                                                                       |                                                                                  |
| 1                                                                                            | Robbie Williams                                                       | Let me entertain you                                                             |
| 2                                                                                            | Will.i.am en Jessie J                                                 | I gotta feeling'                                                                 |
| 3                                                                                            | Jessie J                                                              | Domino                                                                           |
| 4                                                                                            | JLS                                                                   | Everybody in love                                                                |
| 5                                                                                            | JLS                                                                   | She makes me wanna                                                               |
| Interlude door Miranda Hart                                                                  |                                                                       |                                                                                  |
| 6                                                                                            | Gary Barlow en Cheryl Cole                                            | Need you now (cover van Lady Antebellum)                                         |
| Interlude door Lee Mack                                                                      |                                                                       |                                                                                  |
| 7                                                                                            | Cliff Richard                                                         | Medley                                                                           |
| 8                                                                                            | Cliff Richard                                                         | Congratulations                                                                  |
| Interlude door Jimmy Carr                                                                    |                                                                       |                                                                                  |
| 9                                                                                            | Lang Lang                                                             | Hungarian rhapsody                                                               |
| 10                                                                                           | Lang Lang                                                             | Rhapsody in blue                                                                 |
| Interlude door Miranda Hart                                                                  |                                                                       |                                                                                  |
| 11                                                                                           | Alfie Boe                                                             | 'O sole mio (Italiaanse- en Engelstalige-versie)                                 |
| Interlude door Lenny Henry                                                                   |                                                                       |                                                                                  |
| 12                                                                                           | Jools Holland en Ruby Turner                                          | You are so beautiful                                                             |
| Interlude door Jimmy Carr                                                                    |                                                                       |                                                                                  |
| 13                                                                                           | Grace Jones                                                           | Slave to the rhythm                                                              |
| style="text-align:center" \| Interlude door Rob Brydon en Miranda Hart                       |                                                                       |                                                                                  |
| 14                                                                                           | Ed Sheeran                                                            | The A Team                                                                       |
| 15                                                                                           | Annie Lennox                                                          | There must be an angel                                                           |
| Interlude door Rolf Harris                                                                   |                                                                       |                                                                                  |
| 16                                                                                           | Renee Fleming                                                         | Un bel di vedremo                                                                |
| Interlude door Rob Brydon                                                                    |                                                                       |                                                                                  |
| 17                                                                                           | Tom Jones                                                             | Mama told me (not to come)                                                       |
| 18                                                                                           | Tom Jones                                                             | Delilah                                                                          |
| Interlude door Lenny Henry                                                                   |                                                                       |                                                                                  |
| Aankomst koningin Elizabeth II, onder begeleiding van prins Charles en Camilla Parker Bowles |                                                                       |                                                                                  |
| 19                                                                                           | Robbie Williams                                                       | Mack the knive                                                                   |
| Interlude door Rolf Harris                                                                   |                                                                       |                                                                                  |
| 20                                                                                           | Gary Barlow, Gareth Malone, de Military Wives en de Commonwealth Band | Sing                                                                             |
| Interlude door Rolf Harris                                                                   |                                                                       |                                                                                  |
| 21                                                                                           | Shirley Bassey                                                        | Diamonds are forever                                                             |
| 22                                                                                           | Kylie Minogue                                                         | Medley                                                                           |
| Interlude door Jimmy Carr                                                                    |                                                                       |                                                                                  |
| 23                                                                                           | Alfie Boe en Renee Fleming                                            | Somewhere (vanaf het balkon van Buckingham Palace)                               |
| Interlude door Rob Brydon                                                                    |                                                                       |                                                                                  |
| 24                                                                                           | Elton John                                                            | I'm still standing                                                               |
| 25                                                                                           | Elton John                                                            | Your song                                                                        |
| 26                                                                                           | Elton John                                                            | Crocodile rock                                                                   |
| Interlude door Rolf Harris                                                                   |                                                                       |                                                                                  |
| 27                                                                                           | London Symphony Orchestra                                             | (video-compilatie regeringsperiode geprojecteerd op voorzijde Buckingham Palace) |
| Interlude door Rolf Harris (incl. optreden nummer Two little boys) en Lenny Henry            |                                                                       |                                                                                  |
| 28                                                                                           | Stevie Wonder                                                         | Sir Duke                                                                         |
| 29                                                                                           | Stevie Wonder                                                         | Isn't she lovely?                                                                |
| 30                                                                                           | Stevie Wonder en Will.i.am                                            | Happy birthday                                                                   |
| 31                                                                                           | Stevie Wonder                                                         | Superstition                                                                     |
| Interlude door Lee Mach                                                                      |                                                                       |                                                                                  |
| 32                                                                                           | Madness                                                               | Our house (vanaf het dak van Buckingham Palace)                                  |
| 33                                                                                           | Madness                                                               | It must be love (vanaf het dak van Buckingham Palace)                            |
| Interlude door Peter Kay (als beefeater)                                                     |                                                                       |                                                                                  |
| 34                                                                                           | Paul McCartney                                                        | Magical mystery tour                                                             |
| 35                                                                                           | Paul McCartney                                                        | All my loving                                                                    |
| 36                                                                                           | Paul McCartney                                                        | Let it be                                                                        |
| 37                                                                                           | Paul McCartney                                                        | Live and let die                                                                 |
| 38                                                                                           | Paul McCartney                                                        | Ob-la-di, ob-la-da (bijgestaan door alle optredende artiesten)                   |
| Koningin Elizabeth II, prins Charles en Camilla Parker Bowles betreden het podium            |                                                                       |                                                                                  |
| Toespraak prins Charles                                                                      |                                                                       |                                                                                  |
| 39                                                                                           | Massale samenzang                                                     | God Save the Queen                                                               |